# 柱菱海魴
柱菱海魴為輻鰭魚綱海魴目甲眼的鯛科的其中一種，分布於東太平洋區的夏威夷群島、智利等海域，棲息深度351-644公尺，棲息在大陸坡。